# فايكينغ 1

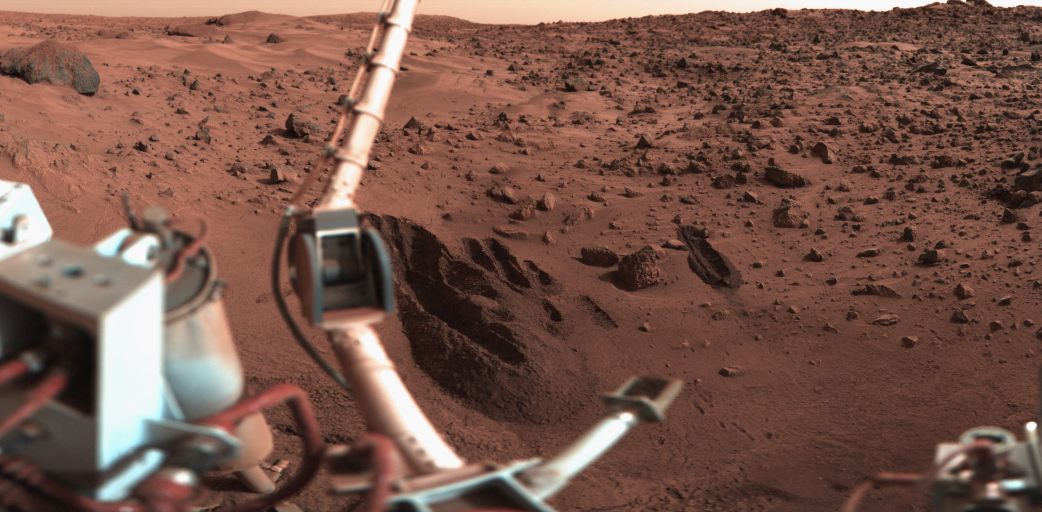
الخنادق التي حفرها فايكينغ 1 لأخذ عينات التربة.

فايكينغ 1 كانت أوّل مركبة فضائية أرسلت إلى المريخ كجزء من برنامجِ فايكينغ لوكالة الفضاء الأمريكية ناسا و سجل فايكينغ 1 المهمة الأطول على سطح المريخ والتي استغرقت 6 سنوات و116 يومِ (من الإنزال حتى إنهاء المهمّة) بحساب التوقيت على كوكب الأرض.

## المهمة
بدأ المتتبّع بإرجاع صورِ عالمية من المريخِ قبل 5 أيام تقريباً من دخول المركبة إلى المدارِ.متتبّعِ الفايكينغ 1 أدخل إلى مدارِ المريخِ في التاسع عشر من شهر يونيو/حزيران عام 1976. كان تخطيط الإنزال أن يكون في الرابع من تموز عام 1976 في الذكرى المؤية الثانية لتأسيس الولايات المتحدة الأمريكية، لكن تصوير موقعِ الإنزال الأساسيِ أوضح بأنه كان قاسي جداً ولا يصلح كمكان لإنزال آمن. الموعد الآخر للإنزال تأجل حتى إيجاد موقع أكثر أماناً.كانت هذه هي المحاولة الأولى في الولايات المتحدة في الإنزال على سطح كوكب المريخ.

## وصلات خارجية
- برنامج الفايكينغ في ناسا (اكتشاف النظام الشمسي)